# Ardisia nhatrangensis
Ardisia nhatrangensis är en viveväxtart som beskrevs av C. M. Hu och J. E. Vidal. Ardisia nhatrangensis ingår i släktet Ardisia och familjen viveväxter.

## Underarter
Arten delas in i följande underarter:
- A. n. glaucescens
- A. n. neurophylla